# MILF
L'acrònim MILF prové de la frase en anglès Mom I'd Like to Fuck. Aquesta frase fa referència a les dones madures que són atractives i sexualment desitjables. Normalment una MILF és qualsevol dona atractiva amb prou edat per a ser la mare de la persona que fa servir aquest mot. Per exemple, per a un home jove d'entre 20 i 25 anys, una MILF pot ser una dona sexualment atractiva d'uns 40 fins a 55 anys. Una dona jove no es considera MILF encara que sigui mare. Una possible traducció al català de l'acrònim MILF podria ser; "Dones Madures Sexualment Atractives".

## Etimologia i història

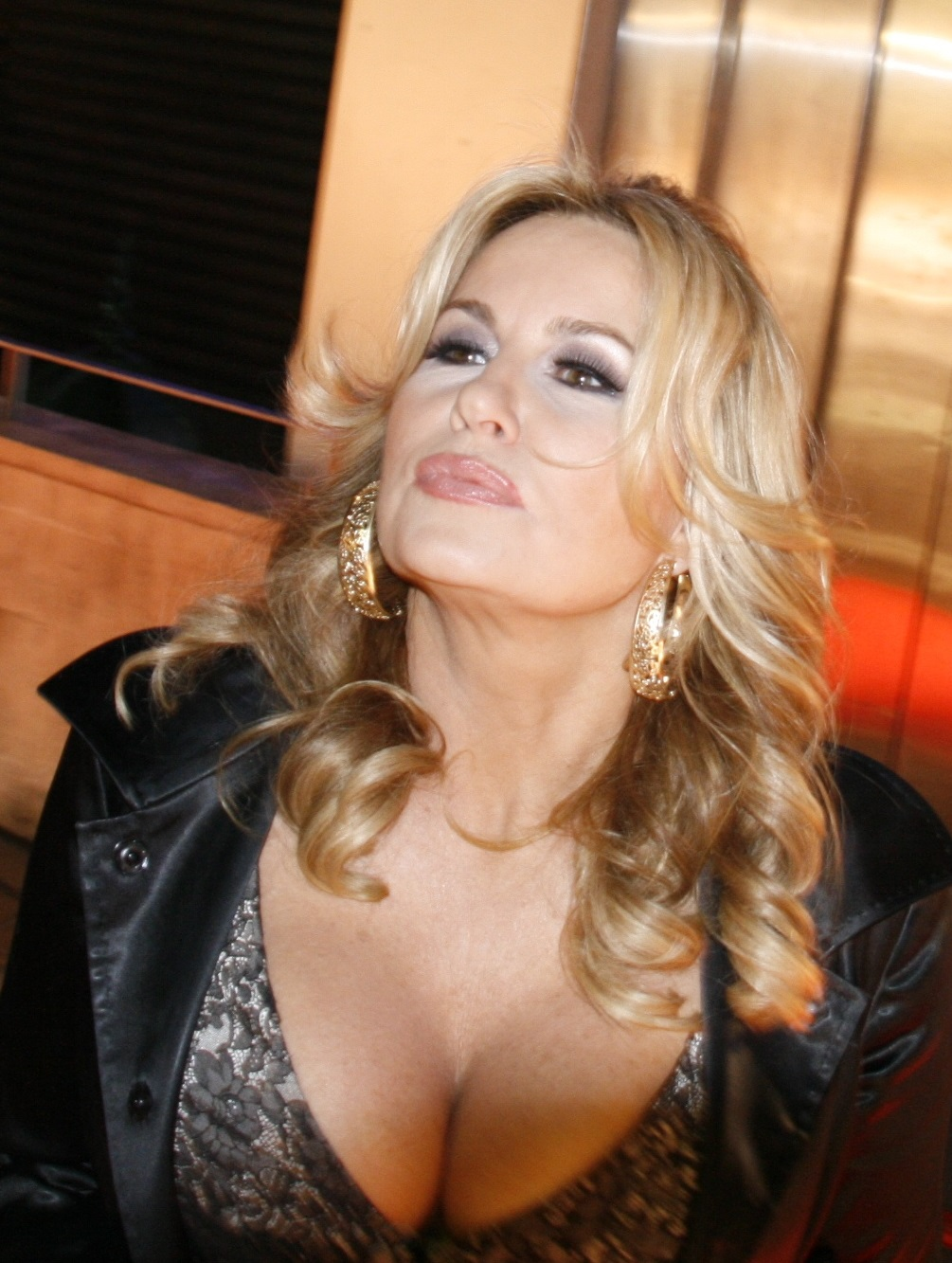
L'actriu Jennifer Coolidge, interpreta la Mare de Stifler a la saga de pel·lícules American Pie.

Aquest terme es va fer molt popular per la pel·lícula American Pie de l'any 1999, on apareix el mot MILF. La dona que fou anomenada MILF a la pel·lícula és el personatge interpretat per l'actriu Jennifer Coolidge.
L'any 2007, Janine Lindemulder va ser distingida com a "MILF de l'Any 2007" amb el Premi XRCO. L'actriu Kristal Summers va aconseguir el premi CAVR com "MILF de l'Any 2006". Altres actrius conegudes que la imatge del MILF incorpora són Lezley Zen, Alana Evans, Ava Lauren, Amber Lynn, María Paz Boetsch, Lisa Ann i Cheyenne Hunter. En 2008, per primera vegada, apareixen dues categories MILF en els Oscars del porno, Premi AVN: "Best MILF Release" (la guanyadora va ser la pel·lícula "It's a Mommy Thing", entre altres amb Nina Hartley) i la "Millor Sèrie MILF" (va ser distingida la col·lecció "Momma Knows Best", fins ara 5 films publicats). En 2007, Teri Weigel als 45 anys és una famosa MILF amb la seva tornada al porno a la pel·lícula "American MILF".

## Imatge iMILFen els mitjans de comunicació

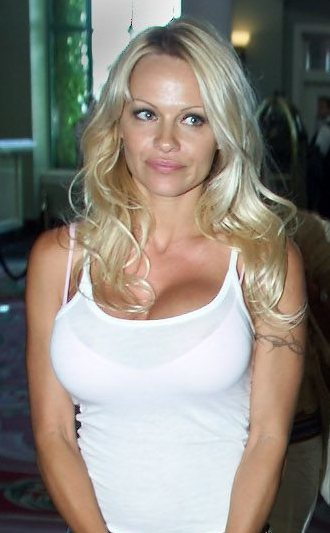
Pamela Anderson és considerada com a actriu MILF en diversos llocs internet.

La imatge o expressió "MILF" es considera un fenomen del temps amb diverses connotacions. En part, l'expressió ja ha calat en l'argot juvenil dels adolescents.
El fenomen "MILF" també s'ha estès a tasses o samarretes estampades, llibres (The Hot Mom's Handbook, Confessions of a Naughty Mommy, The MILF Anthology) o emissions televisives com Desperate Housewives, The Real Housewives of Orange County, o la competició "Hottest Mom in America".
- A la sèrie canadenca "JPod" la mare del protagonista, Ethan Jarlewsky, és qualificada com a MILF per un dels seus companys de treball.
- El disc de Fountains of Wayne publicat el 2004 conté la cançó «Stacy's Mom» al vídeo -clip de la qual apareix Rachel Hunter en el paper de "MILF".
- A la pel·lícula Qüestió de Pilotes amb Ben Stiller, MILF és el nom d'un equip durant la final Dodgeballturniers a Las Vegas.
- L'onzè capítol de la segona temporada de la sèrie 30 Rock es titula "MILF's Island", i tracta sobre els esdevenimetns que envolten les oficines de NBC durant la final d'un reality xou fictici del mateix nom.
- A la sèrie Weeds, MILF és el nom de la varietat d'herba creada per la protagonista Nancy Botwin (Mary-Louise Parker). El nom l'hi va posar Snoop Dogg en veure la Nancy.
- La rapera Nicki Minaj va col·laborar amb Big Sean en el seu tema "MILF".
- Britney Spears va portar una samarreta estampada amb la frase MILF in training durant el seu primer embaràs.

## Variant: Cougar
Cougar és una expressió de l'argot anglès per definir les dones que busquen una parella més jove, entre 20 i 30 anys de diferència d'edat. En l'ús normal lingüístic significa puma. S'estableix un paral·lelisme amb el món animal, és a dir, amb la caça d'homes més joves per part d'aquestes dones.

### Hollywood
Aquest terme va aparèixer a la sèrie de TV "30 Rock" en un episodi titulat "Cougars". També va ser emprat a la sèrie televisiva How I Met Your Mother, a la temporada 2, capítol 6 ("Aldrin Justice"), on el personatge Barney Stinson titlla de cougar la professora de Marshall Eriksen (interpretada per l'actriu Jane Seymour) que acaba seduint Barney i tenint-hi relacions sexuals. També s'ha usat en altres sèries com Two and a Half Men o Breaking Bad, i en reality xous com Age of Love.
El 2009, la cadena ABC va llançar la sèrie Cougar Town, protagonitzada per l'exactriu de Friends Courtney Cox. La sèrie tracta de les aventures d'una dona en els seus 40 que comença a sortir amb homes més joves.
Al cinema, aquest terme va ser usat per primera vegada s la pel·lícula American Pie i més tard, el 2007, es va produir el film Cougar Club l'argument del qual es basa en dos homes que creen un club que celebra festes on es poden tenir cites i trobades sexuals amb "cougars".

### Pornografia
També el món del porno ha descobert aquest nou subgènere, que ha resultat ser un fenomen, arribant-se'n a produir gran quantitat de pel·lícules en DVD. Fins ara la col·lecció de pel·lícules "Seduced by a Cougar" des de 2006 és una de les 6 sèries més famoses de l'empresa Naughty America. Les actrius a destacar són: Tyler Faith, Ava Addams, Kristal Summers. El 2007 la productora Lethal Hardcore va iniciar la seva pròpia sèrie amb la pel·lícula "Cougars in Heat", amb dues seqüeles fins ara, entre altres amb Victoria Valentino i Rhyse Richards. A més hi ha diversos llocs web amb continguts similars a "Seduced by a Cougar" o "Cougars in Heat". Les actrius que encarnen el paper de cougar a les pàgines web són, per exemple: Amber Lynn, Ava Lauren, Angelica Sin, Demi Delia, Nina Hartley, Cheyenne Hunter, Lisa Sparxxx, Darryl Hanah, Emma Starr, Devon Lee i Puma Swede. Estrelles del film "The Cougar Club" (2008) són Kylie Ireland, Julia Ann, Francesca Li, Amber Lynn i Lisa Ann.

## Galeria

### AlgunesMILF

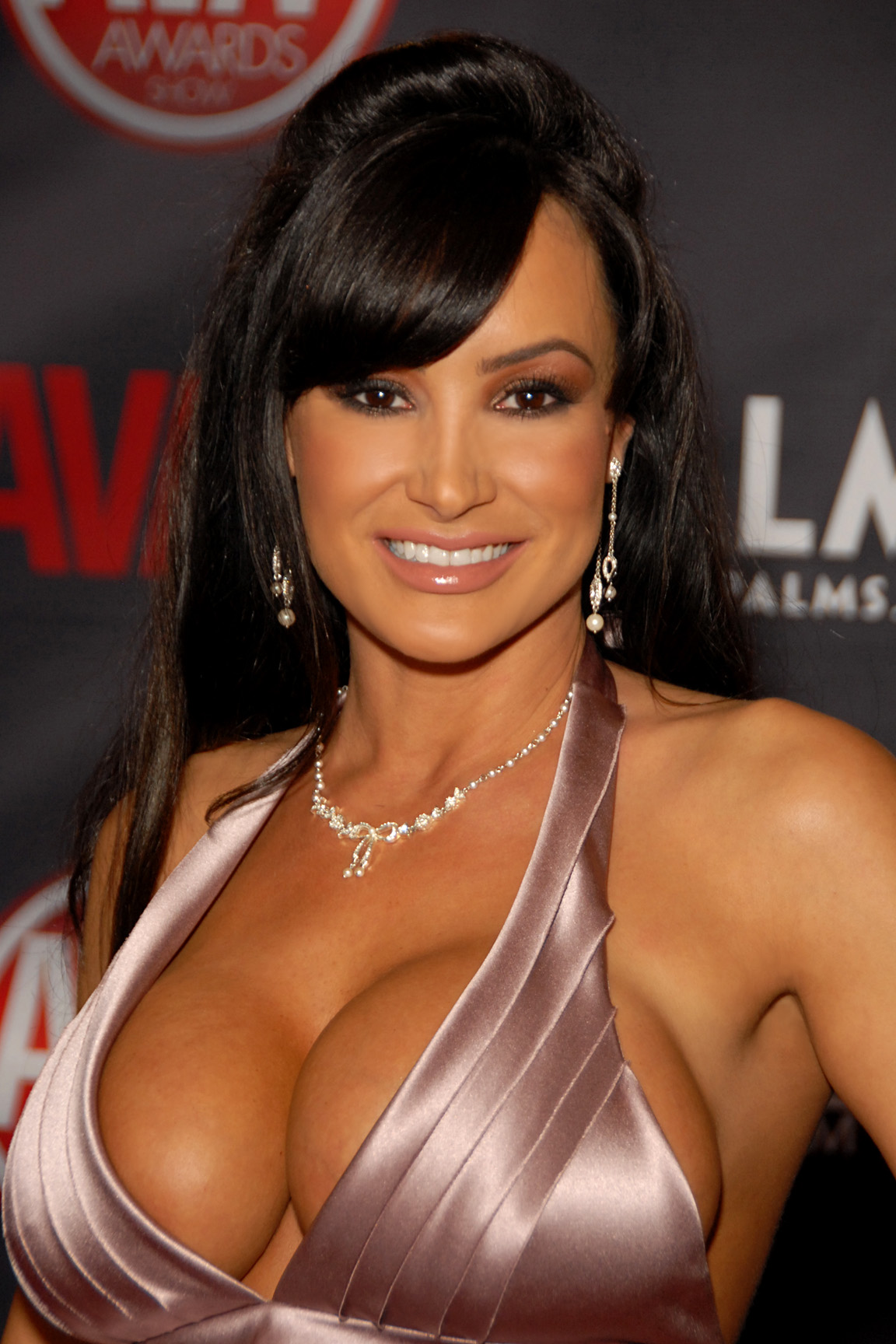
Lisa Ann, actriu porno retirada.
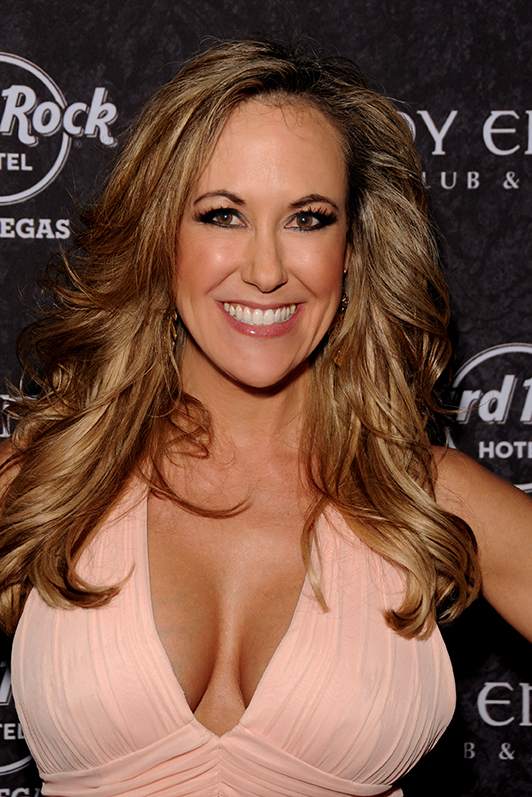
Brandi Love, actriu porno.
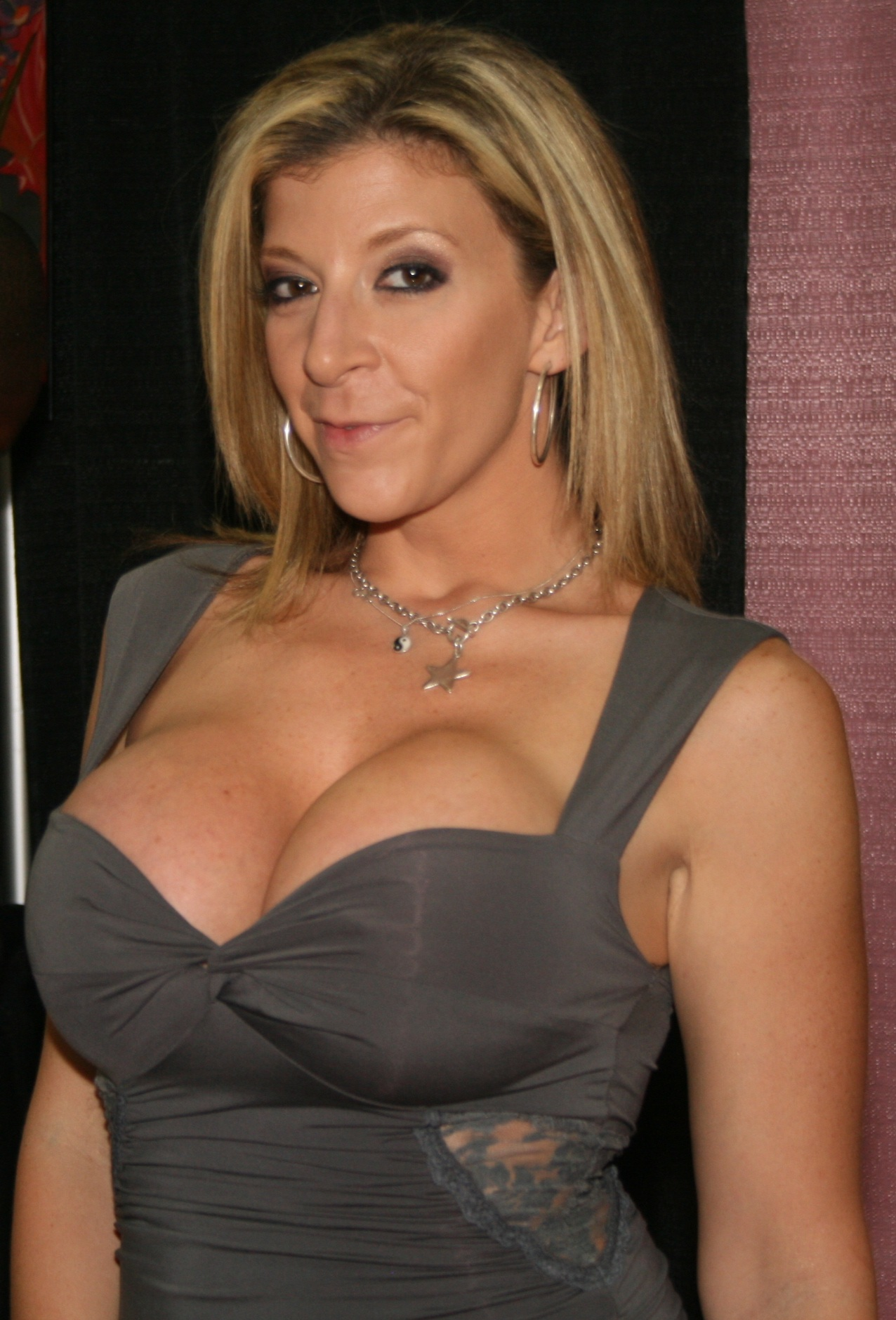
Sara Jay, actriu porno.
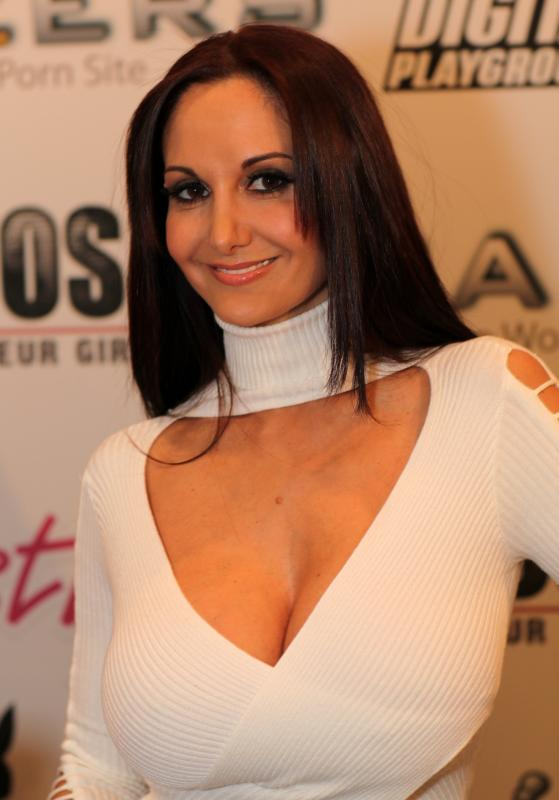
Ava Addams, actriu porno.
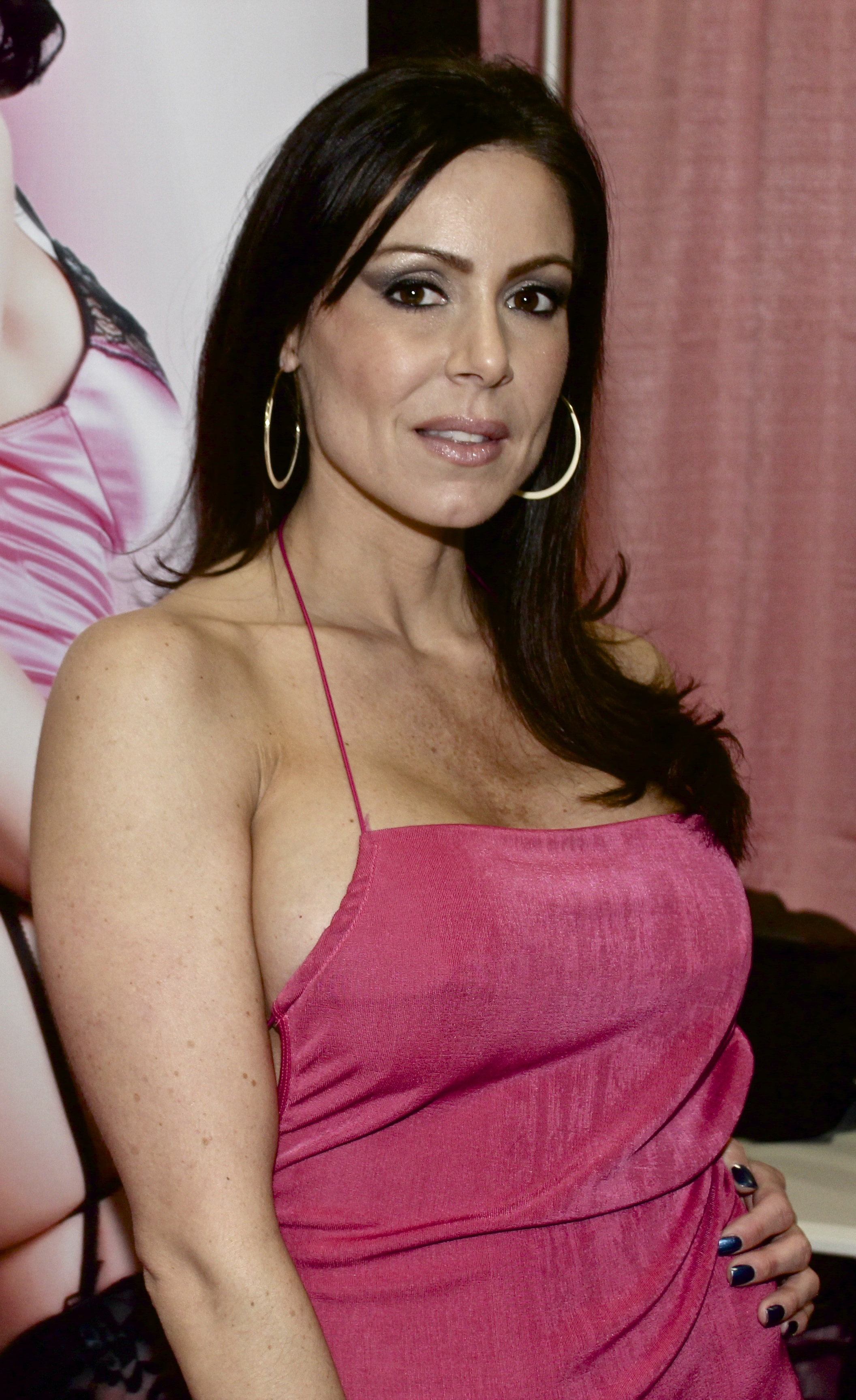
Kendra Lust, actriu porno.
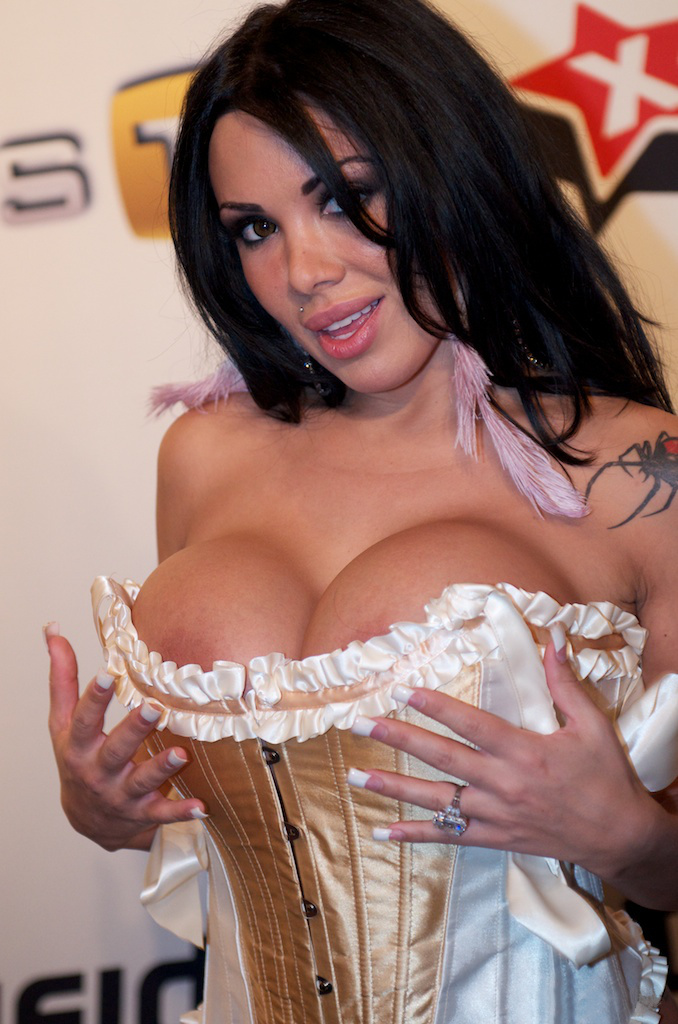
Sienna West, actriu porno.
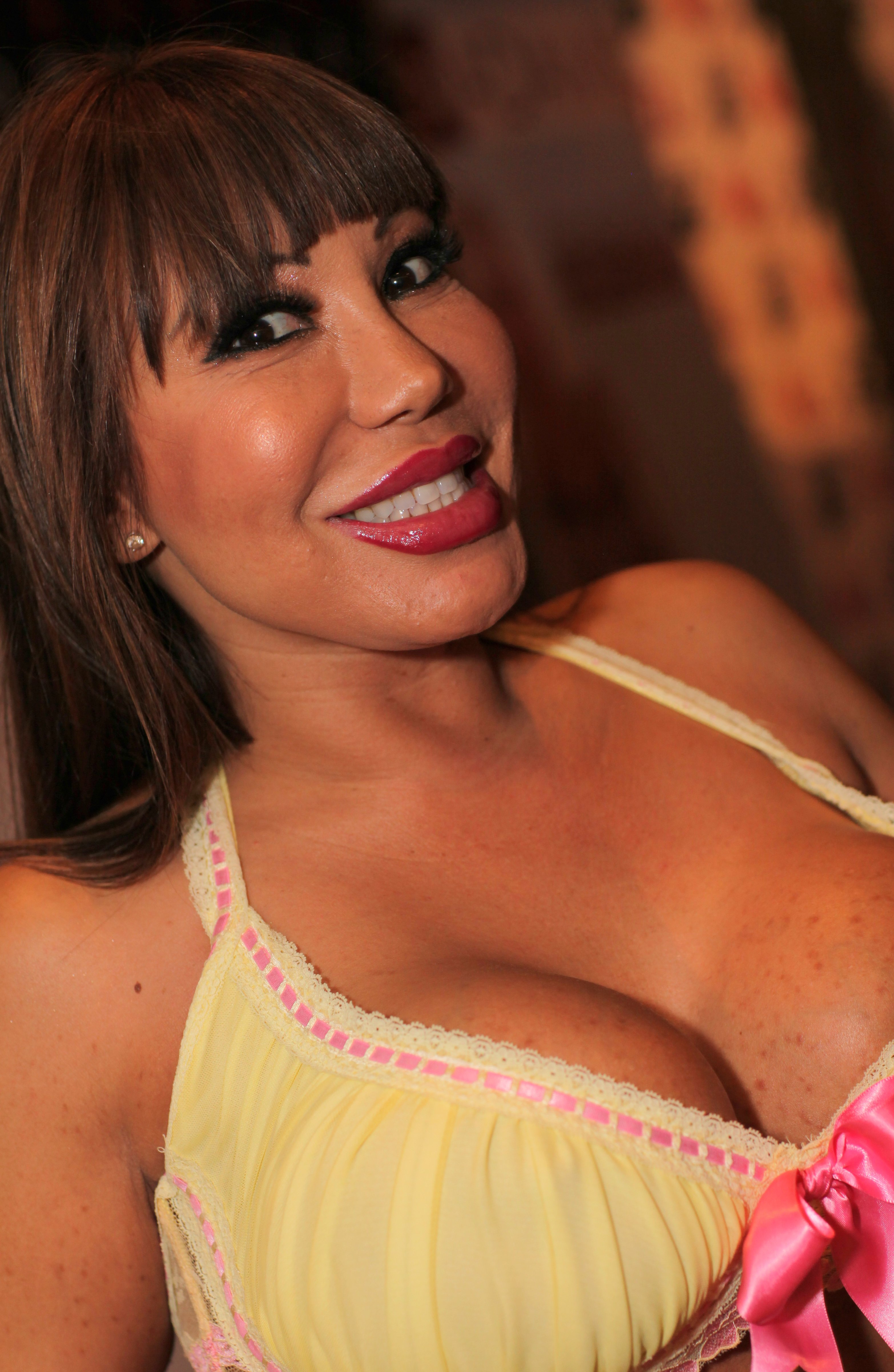
Ava Devine, actriu porno.
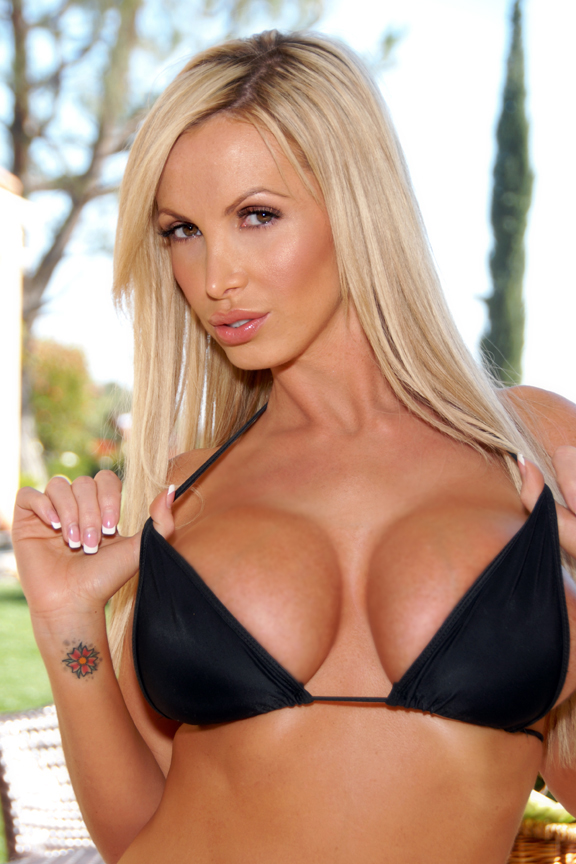
Nikki Benz, actriu porno.
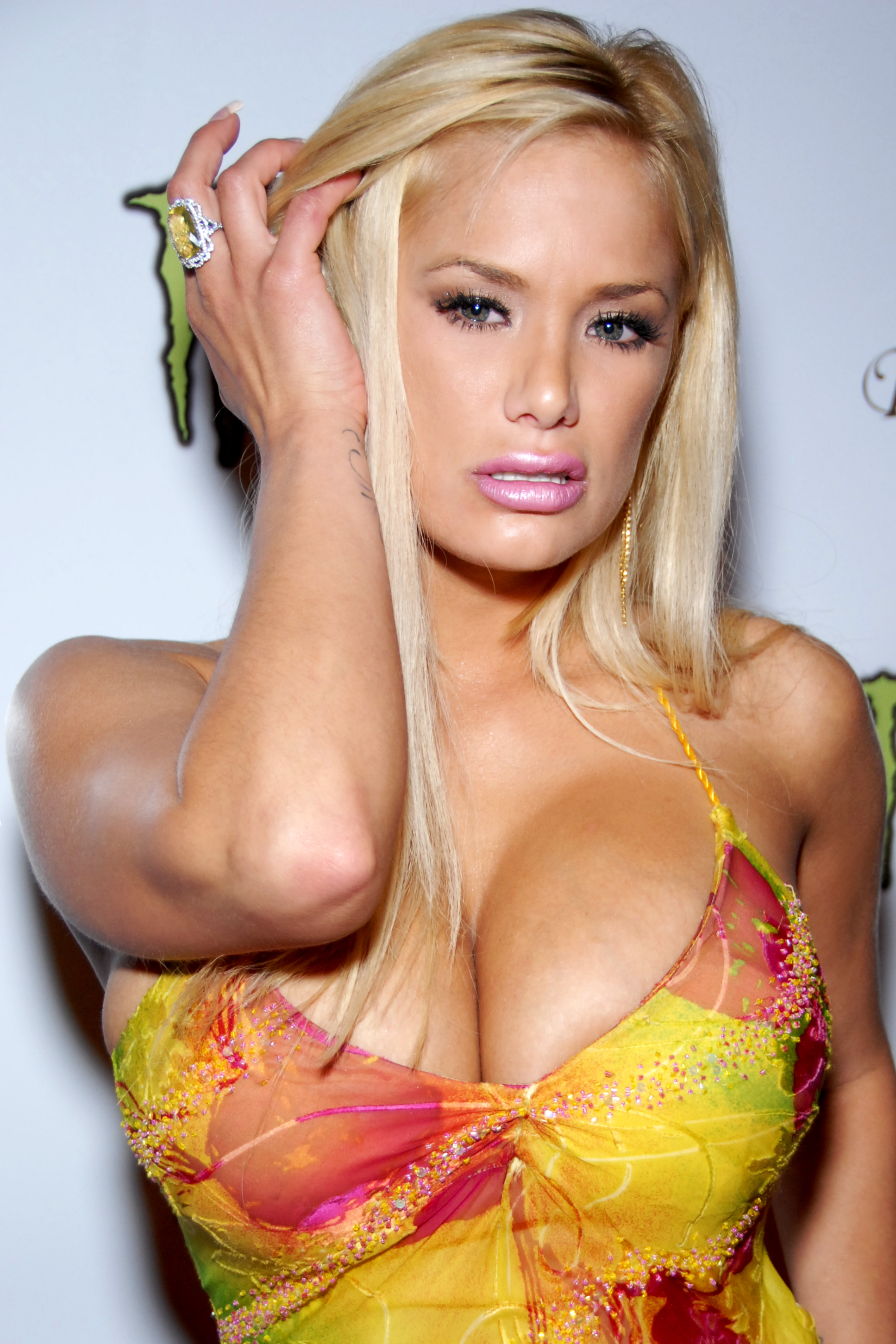
Shyla Sylez, actriu porno.
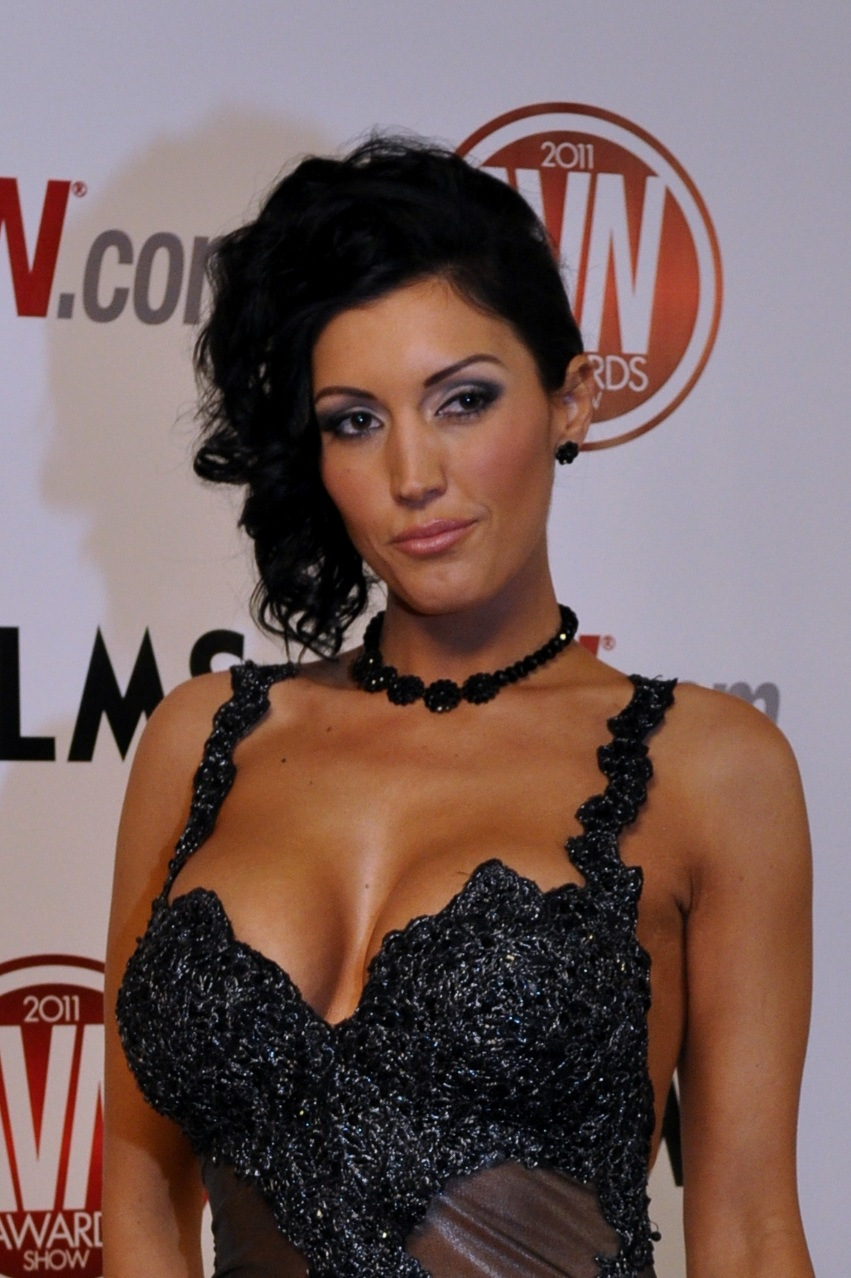
Dylan Ryder, actriu porno.
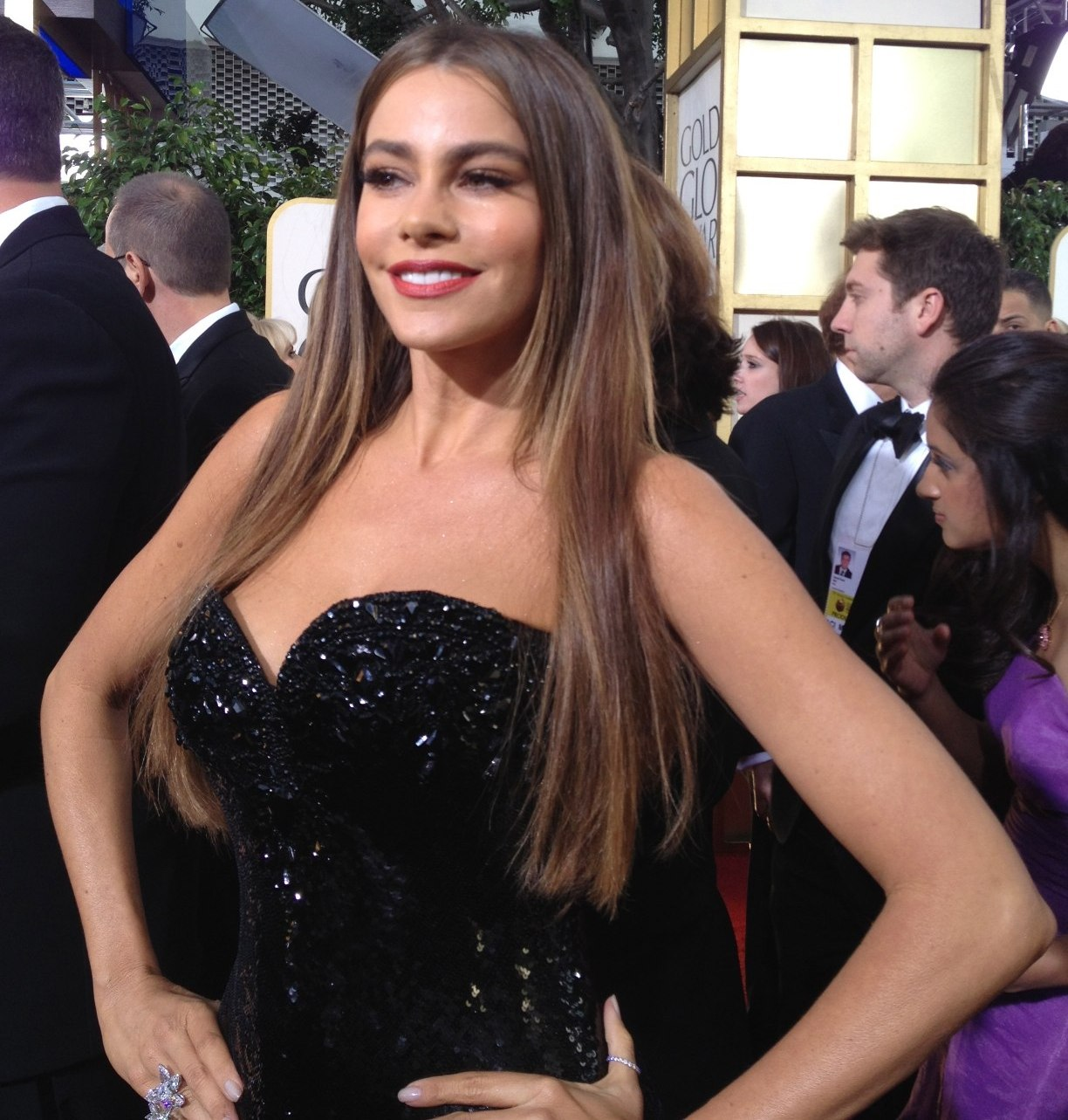
Sofía Vergara, actriu colombiana.
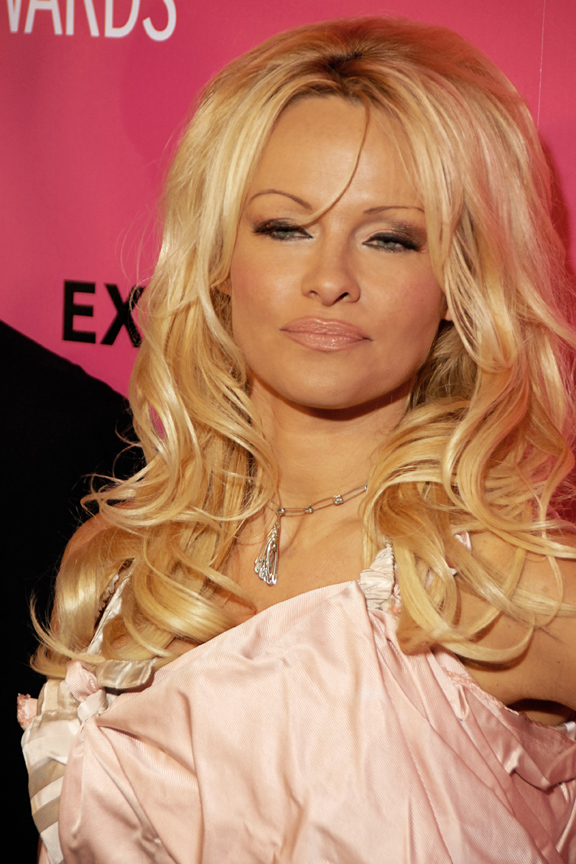
Pamela Anderson, actriu nord-americana.